# Подцероб Борис Федорович
Борис Федорович Подцероб (18 липня 1910, місто Санкт-Петербург, тепер Російська Федерація — 11 лютого 1983, місто Москва) — радянський державний діяч, дипломат, заступник міністра закордонних справ СРСР, надзвичайний і повноважний посол СРСР у Туреччині та Австрії, шахіст. Член Центральної Ревізійної комісії КПРС у 1952—1956 роках.

## Життєпис
Закінчив Ленінградський державний університет.
У 1937—1943 роках — співробітник центрального апарату Народного комісаріату закордонних справ СРСР.
Член ВКП(б) з 1940 року.
У 1943—1949 роках — старший помічник народного комісара (з 1946 року — міністра) закордонних справ СРСР В'ячеслава Молотова.
У 1949—1952 роках — генеральний секретар Міністерства закордонних справ СРСР, член Колегії МЗС СРСР.
У 1952—1953 роках — заступник міністра закордонних справ СРСР.
У 1953—1954 роках — завідувач I-го Європейського відділу Міністерства закордонних справ СРСР.
18 січня 1954 — 24 лютого 1957 року — надзвичайний і повноважний посол СРСР у Туреччині.
У лютому 1957 — червні 1965 року — генеральний секретар Міністерства закордонних справ СРСР, член Колегії МЗС СРСР.
30 червня 1965 — 20 вересня 1971 року — надзвичайний і повноважний посол СРСР в Австрії.
У 1971 — 11 лютого 1983 року — надзвичайний і повноважний посол СРСР з особливих доручень.
Помер 11 лютого 1983 року в Москві. Похований на Ваганьковському цвинтарі Москви.

## Нагороди і звання
- орден Трудового Червоного Прапора
- орден Вітчизняної війни І ст. (5.11.1945)
- орден Дружби народів (1980)
- орден «Знак Пошани»
- медалі
- Почесна грамота Президії Верховної ради Російської РФСР
- надзвичайний і повноважний посол